# Evladija Slavčeva
Evladija Slavčeva (nacida el 25 de febrero de 1962 en Pernik) es una exjugadora de baloncesto búlgara. Consiguió 3 medallas en competiciones oficiales con Bulgaria.